# Machaeranthera crispa
Machaeranthera crispa là một loài thực vật có hoa trong họ Cúc. Loài này được (Brandegee) B.L.Turner & D.B.Horne mô tả khoa học đầu tiên năm 1964.